# Velada
Velada è un comune spagnolo di 2 893 abitanti situato nella comunità autonoma di Castiglia-La Mancia.